# Red Kelly
Leonard Patrick Kelly, detto Red (Simcoe, 9 luglio 1927 – Toronto, 2 maggio 2019), è stato un hockeista su ghiaccio e allenatore di hockey su ghiaccio canadese.

## Biografia
Nel corso della sua carriera ha giocato con St. Michael's Midgets, St. Michael's Buzzers, St. Michael's College Majors, Detroit Red Wings (1947-1960) e Toronto Maple Leafs (1959-1967).
Ha vinto il Lady Byng Memorial Trophy ben quattro volte (1951, 1953, 1954, 1961), mentre nel 1954 si è aggiudicato il James Norris Memorial Trophy.
Da allenatore ha guidato i Los Angeles Kings (1967-1969), i Pittsburgh Penguins (1969-1973) e i Toronto Maple Leafs (1973-1977).
Nel 1969 è stato inserito nella Hockey Hall of Fame.